# Кёльн-Мюльхайм
Мюльха́йм-на-Ре́йне (нем. Mülheim am Rhein) — бывший город в Германии, в земле Северный Рейн-Вестфалия. Ныне является 9-м административным округом города Кёльн. Округ разделён на 9 частей (районов): Бухфорст (Buchforst), Буххайм (Buchheim), Делльбрюк (Dellbrück), Дюннвальд (Dünnwald), Флиттард (Flittard), Хоенхаузен (Höhenhaus), Хольвайде (Holweide), Мюльхайм (Mülheim) и Штаммхайм  (Stammheim). Округ назван по названию самой плотнонаселённой своей части.